# Nedre Nätsjön
Nedre Nätsjön är en sjö i Ronneby kommun i Blekinge och ingår i Bräkneåns huvudavrinningsområde. Sjön är 2,7 meter djup, har en yta på 0,151 kvadratkilometer och befinner sig 67,4 meter över havet.

## Delavrinningsområde
Nedre Nätsjön ingår i det delavrinningsområde (624021-145622) som SMHI kallar för Ovan 623623-145663. Medelhöjden är 58 meter över havet och ytan är 25,08 kvadratkilometer. Räknas de 15 avrinningsområdena uppströms in blir den ackumulerade arean 413,4 kvadratkilometer. Avrinningsområdets utflöde Bräkneån mynnar i havet. Avrinningsområdet består mestadels av skog (63 %), öppen mark (12 %) och jordbruk (19 %). Avrinningsområdet har 0,78 kvadratkilometer vattenytor vilket ger det en sjöprocent på 2,6 %.